# Saně na Zimních olympijských hrách 1964
Jízda na saních na Zimních olympijských hrách 1964 v Innsbrucku.

## Medailové pořadí zemí
| Pořadí | Země                           | Zlato | Stříbro | Bronz | Celkově |
| ------ | ------------------------------ | ----- | ------- | ----- | ------- |
| 1.     | Tým sjednoceného Německa (EUA) | 2     | 2       | 1     | 5       |
| 2.     | Rakousko (AUT)                 | 1     | 1       | 1     | 3       |
| 3.     | Itálie (ITA)                   | 0     | 0       | 1     | 1       |
|        | Celkem                         | 3     | 3       | 3     | 9       |

## Medailisté

### Muži
| Disciplína  | Zlato                                              | Výkon   | Stříbro                                        | Výkon   | Bronz                                                | Výkon   |
| ----------- | -------------------------------------------------- | ------- | ---------------------------------------------- | ------- | ---------------------------------------------------- | ------- |
| jednotlivci | Thomas Köhler · Tým sjednoceného Německa (EUA)     | 3:26,77 | Klaus Bonsack · Tým sjednoceného Německa (EUA) | 3:27,04 | Hans Plenk · Tým sjednoceného Německa (EUA)          | 3:30,15 |
| dvojice     | Josef Feistmantl a Manfred Stengl · Rakousko (AUT) | 1:41,62 | Reinhold Senn a Helmut Thaler · Rakousko (AUT) | 1:41,91 | Walter Aussendorfer a Sigisfredo Mair · Itálie (ITA) | 1:42,87 |

### Ženy
| Disciplína    | Zlato                                                | Výkon   | Stříbro                                          | Výkon   | Bronz                              | Výkon   |
| ------------- | ---------------------------------------------------- | ------- | ------------------------------------------------ | ------- | ---------------------------------- | ------- |
| jednotlivkyně | Ortrun Enderleinová · Tým sjednoceného Německa (EUA) | 3:24,67 | Ilse Geislerová · Tým sjednoceného Německa (EUA) | 3:27,42 | Helene Thurnerová · Rakousko (AUT) | 3:29,06 |